# Giorgi Gabaschwili
Giorgi  „Goka“  Gabaschwili (georgisch გიორგი „გოკა“ გაბაშვილი; * 1973 in Tbilissi, Georgische SSR, UdSSR) ist ein georgischer Politiker (Vereinte Nationale Bewegung). Der Germanist war von Februar 2004 bis Januar 2008 Minister für Kultur, Denkmalschutz und Sport Georgiens und wurde anschließend Chef der georgischen Präsidialverwaltung.

## Leben
Er studierte von 1991 bis 1994 an der Universität des Saarlandes in Saarbrücken Germanistik und Philologie. 1995 schloss er sein Studium an der Fakultät für westliche Sprachen und Literatur der Staatlichen Universität Tiflis ab.
1997 arbeitete er in der Abteilung für Öffentlichkeitsarbeit des georgischen Erziehungsministeriums. 1998 wechselte er zum Bonner Institut für Außenpolitik. Von 1998 bis 2002 arbeitete er als Abteilungsleiter für Lehrmaterialien, Veröffentlichungen, Übersetzungen, Medien und Public-Relations-Programme beim Open Society Fund in Georgien. Zugleich leitete er das Fernsehprojekt Azri.
2002 wechselte Gabaschwili in die Politik und wurde Generalsekretär der Vereinten Demokraten Surab Schwanias, die 2003 in der Nationale Bewegung - Demokraten aufging. Am 17. Februar 2004 wählte ihn das georgische Parlament auf Vorschlag Premierminister Schwanias zum Minister für Kultur, Denkmalschutz und Sport. Er wurde am 31. Januar 2008 nicht in das Kabinett der zweiten Amtszeit Präsident Saakaschwilis übernommen, übernahm stattdessen das Amt des Chefs der Präsidialverwaltung.
Zu den georgischen Parlamentswahlen 2008 kandidiert er auf der Liste der Regierungspartei Vereinte Nationale Bewegung.